# Wiprecht de Groitzsch
Wiprecht ou Wigbert de Groitzsch (né vers 1050  et mort le 22 mai 1124)  fut margrave de Misnie, de Lusace et d'Osterland de 1123 jusqu'à sa mort.

## Origine
Wiprecht est issu d'une noble famille de l'Altmark, il est le fils de  Wiprecht de Balsamgau et de Sigena de  Leinungen. Après la mort de son père en 1060, il est élevé à Stade, à la cour de Lothaire-Odo II, Margrave de la Marche du Nord (1057–1082). Lothaire-Odo II l'investit comme fief du château de Tangermünde dans le  Balsamgau et ensuite lui confie également le château de Groitzsch dans l'Osterland, entre la Pleiße, la Mulde, et l'Elster, qui lui donnera son nom.

## En Bohême
À une date indéterminée entre  1075 et 1080, il est obligé  par la noblesse régionale qui s'oppose à ses implantations de colons germaniques à s'exiler de Groitzsch. Il s'enfuit à la cour de  Vratislav à Prague. Son influence s’accroît à la cour tchèque et il appuie Vratislav, favori de l'empereur Henri IV du Saint-Empire dans sa lutte pour la conquête du pouvoir entre 1080 et 1085. En 1085 il épouse la fille du nouveau roi Judith, née de sa troisième épouse Swiętoslawa (Svatana), une Polonaise. Elle lui apporte comme dot Budissin, en Haute-Lusace dans les environs de Bautzen et Nisani, la région autour de Dresde. Elle lui donne également un premier fils Wiprecht, en 1087. En 1080, il combat avec l'empereur  contre  l'anti-roi Rodolphe de Rheinfelden. En 1084, il est avec Henri IV à Rome, combattant contre le Pape Grégoire VII. Le meurtre d'un adversaire dans l'église  de Saint-Jacques de Zeitz en 1089, oblige Wiprecht à effectuer un pèlerinage à Rome et Saint-Jacques-de-Compostelle en 1090.

## Dans l'Empire
Après son séjour en  Bohême, il revient dans la marche de Misnie et prend Groitzsch par la force des armes. Il organise immédiatement l'installation dans la région de populations germaniques originaires de Franconie dans les villages entre les rivières Mulde et Wiera. Selon  James Westfall Thompson, la « véritable germanisation de la Misnie commence avec  Wiprecht von Groitzsch ». En 1091 il fonde le monastère de Pegau, dont les annales, les Annales Pegavienses, sont la principale source primaire sur sa vie. Il fonde un autre monastère à Lausigk, en 1104. En 1106, il apparait pour la première fois avec le titre de comte lors d'une campagne aux côtés du nouveau roi Henri V. En 1108, Judith meurt et en 1110, il épouse Cunigunde, héritière de Beichlingen et fille d'Othon Ier de Weimar margrave de Misnie. Il s'agit d'une double union car son fils Wiprecht épouse en même temps une fille homonyme de Cunigunde, issue d'une précédente union. Son mariage avec Cunigunde reste stérile.
En 1109, après le meurtre de Svatopluk de Bohême, Wiprecht le Jeune aide son oncle Bořivoj II de Bohême que Svatopluk avait évincé à reprendre Prague. Lorsqu'il apprend cette nouvelle Vladislav, le frère cadet de Bořivoj II  qui s'apprêtait à célébrer Noël à Pilsen, décide de marcher sur  Prague et défait Wiprecht devant les murs de la cité le 24 décembre 1109. Vladislav fait appel à l'empereur et lui offre 500 marks comme compensation pour avoir pris le titre ducal par la force. L'empereur arrive à Bamberg et arrête le jeune Wiprecht. Wiprecht l'Ancien doit donner des biens qui relèvent de la dot de sa première épouse, les châteaux de Leisnig et de Morungen, à l'empereur pour obtenir la libération de son fils.
Après le couronnement impérial de Henri V, Wiprecht, Siegfried d'Orlamünde, et Louis Ier de Thuringe se révoltent  contre lui en 1112. Ils sont défaits par Hoyer de Mansfeld et Wiprecht est capturé et emprisonné à Trifels en 1113, la mort ne lui est épargnée qu'à la condition qu'il transfère l'ensemble de ses domaines à l'empereur. Il n'est relâché qu'en 1116  lors d'un échange de prisonniers avec le ministerialis Heinrich Haupt. Il semble à cette époque qu'il recouvre ses droits perdus. Pendant qu'il était en prison  son fils et homonyme Wiprecht, prend part aux côtés de  Lothaire de Supplinburg et des nobles saxons révoltés  à la bataille de Welfesholz le 11 février 1115, au cours de laquelle les impériaux sont vaincus et  Hoyer de Mansfeld meurt. Wiprecht le Jeune décède lui aussi en 1117.
En 1118, Wiprecht est fait burgrave de Magdebourg. Il devient l'avoué du monastère de Neuwerk à Halle. En 1123, il jouit de nouveau de la faveur impériale quand Henri V lui accorde la succession d'Henri II de Misnie dans les  marches de Misnie  de Lusace et l'Ostmark. Lothaire de Supplinburg duc de Saxe soutient de son côté ses propres candidats : Albert l'Ours en Lusace et Conrad Ier le Pieux en Misnie. Wiprech est incapable de tenir les deux marches contre ces puissants rivaux. Il meurt de brûlures reçues lors d'une fête de mai à Pegau, où il est inhumé dans l'église qu'il avait fondée. Son fils aîné Wiprecht étant mort c'est son cadet Henri qui lui succède comme margrave de Lusace en 1131.

## Union et postérité
Wiprecht épouse en 1085 Judith de Bohême († 1108) fille de Vratislav II de Bohême dont:
- Wiprecht « le Jeune » († 1117)
- Henri de Groitzsch († 1135) margrave de Lusace en 1131
- Berthe († 1144) héritière de Groitzsch, épouse de Dedo IV de Wettin

Wiprech épouse en secondes noces Kunigunde de Weimar fille d'Othon Ier de Misnie († 1067) et veuve de Iaropolk de Kiev de Kiev († 1086) et de Kuno de Northeim  († 1103).

## Source
- (en) Cet article est partiellement ou en totalité issu de l’article de Wikipédia en anglais intitulé « Wiprecht of Groitzsch » (voir la liste des auteurs), édition du 26 avril 2014.